# Bruno Delbonnel
Bruno Delbonnel est un directeur de la photographie français, né en 1957 à Nancy.
Il travaille à la fois sur des productions françaises et étrangères, notamment américaines. Il est surtout connu pour sa collaboration avec les réalisateurs Jean-Pierre Jeunet (sur Le Fabuleux Destin d'Amélie Poulain et Un Long dimanche de fiançailles), Tim Burton (depuis Dark Shadows en 2012) et Joel et Ethan Coen (dont Inside Llewyn Davis qui lui a valu de nombreuses récompenses et nominations).

## Biographie
Bruno Delbonnel est diplômé de l'ESEC.
Il a obtenu le Prix du cinéma européen du meilleur directeur de la photographie en 2002 pour Le Fabuleux Destin d'Amélie Poulain et le César de la meilleure photographie en 2005 pour Un long dimanche de fiançailles, et a par ailleurs été nommé cinq fois à l'Oscar de la meilleure photographie,.
À la rentrée de septembre 2019 il succèdera au directeur de la photographie Pierre-William Glenn en tant que co-directeur du Département Image de La Femis. Il est également membre de l'AFC (Association française des directeurs de la photographie cinématographique).
Le chef-opérateur choisit les metteurs en scène avec qui il décide de travailler en fonction de leur "imaginaire". "Le réel à proprement parler m'intéresse peu" dira-t-il.

## Filmographie

### Comme directeur de la photographie
- 1993 : Jour de fauche (court métrage) de Vincent Monnet
- 1993 : Tout le monde n'a pas eu la chance d'avoir des parents communistes de Jean-Jacques Zilbermann
- 1996 : C'est jamais loin d'Alain Centonze
- 2000 : Elvis de Médicis (court métrage) de César Vayssié
- 2000 : Marie, Nonna, la vierge et moi de Francis Renaud
- 2001 : Un parfum de meurtre (The Cat's Meow) de Peter Bogdanovich
- 2001 : Le Fabuleux Destin d'Amélie Poulain de Jean-Pierre Jeunet
- 2003 : Ni pour, ni contre (bien au contraire) de Cédric Klapisch
- 2004 : Un long dimanche de fiançailles de Jean-Pierre Jeunet
- 2006 : Paris, je t'aime (segment Tuileries) de Joel et Ethan Coen
- 2007 : Scandaleusement célèbre (Infamous) de Douglas McGrath
- 2007 : Across the Universe de Julie Taymor
- 2009 : Harry Potter et le Prince de sang-mêlé (Harry Potter and the Half-Blood Prince) de David Yates
- 2011 : Faust d'Alexandre Sokourov
- 2012 : Dark Shadows de Tim Burton
- 2013 : Inside Llewyn Davis de Joel et Ethan Coen
- 2014 : Big Eyes de Tim Burton
- 2014 : Francofonia d'Alexandre Sokourov
- 2016 : Miss Peregrine et les Enfants particuliers (Miss Peregrine's Home for Peculiar Children) de Tim Burton
- 2017 : Les Heures sombres (Darkest Hour) de Joe Wright
- 2018 : La Ballade de Buster Scruggs (The Ballad of Buster Scruggs) de Joel et Ethan Coen
- 2021 : La Femme à la fenêtre (The Woman in the Window) de Joe Wright
- 2021 : The Tragedy of Macbeth de Joel Coen
- 2024: Disclaimer de Alfonso Cuarón

### Comme réalisateur
- 1989 : Le Grand Cirque (documentaire)
- 2006 : Paso doble (court métrage)

### Comme scénariste
- 1990 : Foutaises (court métrage) de Jean-Pierre Jeunet

## Distinctions

### Récompenses
- 2001 : Prix du cinéma européen du meilleur directeur de la photographie pour Le Fabuleux Destin d'Amélie Poulain
- 2005 : César de la meilleure photographie pour Un Long dimanche de fiançailles
- New York Film Critics Circle Awards 2013 : Meilleure photographie pour Inside Llewyn Davis
- Boston Online Film Critics Association Awards 2013 : Meilleure photographie pour Inside Llewyn Davis
- National Society of Film Critics Awards 2014 : Meilleure photographie pour Inside Llewyn Davis
- Satellite Awards 2014 : Meilleure photographie  pour Inside Llewyn Davis

### Nominations
- 2002 : César de la meilleure photographie pour Le Fabuleux Destin d'Amélie Poulain
- 2002 : Oscar de la meilleure photographie pour Le Fabuleux Destin d'Amélie Poulain
- 2002 : British Academy Film Award de la meilleure photographie pour Le Fabuleux Destin d'Amélie Poulain
- 2005 : Oscar de la meilleure photographie pour Un long dimanche de fiançailles
- 2010 : Oscar de la meilleure photographie pour Harry Potter et le Prince de sang-mêlé
- 2014 : Oscar de la meilleure photographie pour Inside Llewyn Davis
- 2014 : British Academy Film Award de la meilleure photographie pour Inside Llewyn Davis
- 2018 : Oscar de la meilleure photographie pour Les Heures sombres
- 2022 : Oscar de la meilleure photographie pour Macbeth